# Dilochia
Dilochia é um género botânico pertencente à família das orquídeas (Orchidaceae).